# Eschweiler, Grevenmacher
Eschweiler (luxemburgiska: Eeschler) är en ort i kommunen Junglinster i Luxemburg. Orten hade 181 invånare (2018). Eschweiler ligger cirka 17,5 km nordost om staden Luxemburg.